# Klomipramin
Klomipramin je lék, spadající do kategorie tricyklických antidepresiv. V 60. letech 20. století byl uveden na trh švýcarskou společností Geigy, dnes známou jako Novartis.
Prodává se pod obchodním názvem Anafranil. V ČR lze zakoupit pouze na lékařský předpis.

## Indikace
Klomipramin spadá do kategorie tricyklických antidepresiv.
Je prvním antidepresivem, které mělo pozitivní účinky pro pacienty s obsedantně kompulzivní poruchou (OCD). V dnešní době je považován za nejúčinnější lék používaný k léčbě OCD .
Nástup účinku se liší, udává se 2-3 týdny.[zdroj?] Někdy dochází k plnému efektu až po 2-3 měsících.[zdroj?]

## Mechanismus účinku léku
- Klomipramin brání zpětnému vychytávání noradrenalinu (NA) a serotoninu (5-HT) v synaptické štěrbině neuronu.

## Užívání léků
- Tablety s okamžitým uvolňováním nebo potahované tablety s prodlouženým uvolňováním užívané ústy
- Užívá se nezávisle na jídle
- Během léčby klomipraminem se nemá pít grapefruitová nebo brusinková šťáva, ta totiž může snížit odbourávání léku a zvýšit tak riziko nežádoucích účinků a užívat přípravky obsahující třezalku tečkovanou, ta zase může snižovat účinnost léku

## Vedlejší účinky
Vedlejší účinky jsou zpravidla mírné a vymizí během prvních několika týdnů léčby.[zdroj?] Výskyt vedlejších účinků je individuální.
Na rozdíl od antidepresiv III. Generace SSRI má klomipramin více vedlejších účinků.[zdroj?]
Mezi hlavní patří poruchy sexuálních funkcí, může krátce zvýšit i snížit tlak.[zdroj?]
Při léčbě byly pozorovány rozmazané neostré vidění a jiné nervové a psychiatrické poruchy, jako jsou spavost, poruchy pozornosti, zmatenost, desorientace, zhoršení deprese, delirium a další. Pokud se tyto projeví, nesmí pacienti řídit motorová vozidla, obsluhovat stroje nebo vykonávat jiné činnosti vyžadující zvýšenou pozornost.